# گوئین ویکلینگ
گوئین ویکلینگ (انگلیسی: Gwen Wakeling؛ ۳ مارس ۱۹۰۱ – ۱۶ ژوئن ۱۹۸۲) یک طراح صحنه و لباس اهل ایالات متحده آمریکا بود.